# Mary Arthur McElroy
Mary McElroy (de soltera Arthur; Greenwich, 5 de julio de 1841-Albany, 8 de enero de 1917) fue hermana del vigésimo primer presidente de los Estados Unidos, Chester A. Arthur, y se desempeñó como anfitriona (efectivamente siendo primera dama interina) durante su administración (1881-1885). Ella asumió el papel porque la esposa de Arthur, Ellen, había muerto casi dos años antes.
Asistió a la escuela progresista Emma Willard. Se casó con el vendedor de seguros John Edward McElroy y trabajó durante un tiempo como maestra. Cuando su hermano Chester A. Arthur se convirtió en presidente, ella vivía en la Casa Blanca durante los meses de invierno para organizar eventos sociales y cuidar a su sobrina. Como primera dama interina, McElroy puso fin a la tradición de suspender los eventos sociales durante la Cuaresma y realizó grandes recepciones semanales. McElroy era una anfitriona popular y fue celebrada en la vida social contemporánea de Washington por sus animadas recepciones.
Cuando terminó su mandato como anfitriona, McElroy regresó con su familia en Albany, Nueva York, y luego trabajó en Irlanda del Norte para preservar la granja de la familia Arthur. Manejó los asuntos de su hermano durante su enfermedad y después de su muerte, asumiendo la responsabilidad de su funeral y su legado presidencial. McElroy murió en Albany en 1917. Es una de las primeras damas de los Estados Unidos más oscuras y existe relativamente poca investigación académica sobre su vida.

## Primeros años de vida
Mary Arthur nació en Greenwich, Nueva York, la última de nueve hijos de William y Malvina S. Arthur. La madre de Arthur, de soltera Malvina Stone, nació en Vermont, hija de George Washington Stone y Judith Stevens. La familia de Malvina era principalmente de ascendencia inglesa y galesa, y su abuelo, Uriah Stone, luchó en el Ejército Continental durante la Revolución de las Trece Colonias. Su padre, William Arthur, nació en Dreen, Cullybackey, Condado de Antrim, Irlanda; se graduó de la universidad en Belfast y emigró a Canadá en 1819 o 1820. Su madre conoció a su padre mientras William Arthur enseñaba en una escuela en Dunham, Quebec, justo al otro lado de la frontera con su Vermont natal.
Asistió al seminario de la escuela Emma Willard en Troy, Nueva York, con la intención de convertirse en maestra. Esta escuela ofrecía una educación equivalente a la que se encontraba en las escuelas de varones, y ella recibió educación en historia, geografía, ciencias y francés. En un momento, enseñó en una escuela privada en el condado de Edgecombe, Carolina del Norte. Poco más se sabe sobre su carrera antes de su trabajo en la Casa Blanca. El 13 de junio de 1861 se casó con John Edward McElroy (1833-1915), hijo de William McElroy y Jane Mullen. McElroy era un reverendo y un vendedor de seguros que era el presidente de la Albany Insurance Company. Vivieron en Albany, Nueva York y tuvieron cuatro hijos: May (n. 1862), William (1864-1892), Jessie (1867-1934) y Charles (1873-1947). McElroy también ayudó a criar a los hijos de su hermano Chester A. Arthur cuando su esposa Nell Arthur murió en 1880. Fue cercana a la hija de Arthur, Nellie, y la animó a dedicarse a la música en honor a su madre.

## Primera dama interina de los Estados Unidos
El hermano de McElroy, Chester, fue elegido vicepresidente en 1880 y se convirtió en presidente después de la muerte del presidente James A. Garfield en 1881. En enero de 1883, el presidente Arthur le pidió a McElroy que fuera la anfitriona de la Casa Blanca. Como Arthur era viudo, no hubo una primera dama en la Casa Blanca durante el primer año de su presidencia. La estrecha relación de McElroy con la hija de Arthur reafirmó la decisión de Arthur de elegirla como anfitriona de la Casa Blanca. McElroy aceptó el puesto, aunque enfrentó algunas reticencias ya que era una persona tímida por naturaleza y tendría que dejar a su familia en Albany. Rápidamente aprendió las responsabilidades comprendidas como anfitriona de la Casa Blanca y se describió a sí misma cuando comenzó como «absolutamente desconocida con las costumbres y formalidades».
McElroy comenzó su papel como primera dama interina el 24 de enero cuando participó en una cena del cuerpo diplomático. Primero organizó una recepción propia el 27 de enero y, a partir de entonces, organizaría más recepciones los sábados. Mientras la nación estaba de luto por el presidente Garfield, la vida social de Washington no era tan activa como hubiera sido de otro modo. Cuando terminó la temporada social de invierno en marzo, se llevó a cabo una cena de despedida en su honor y ella regresó a Albany. Regresó a la Casa Blanca el 1 de enero de 1884 para ayudar en las celebraciones del Día de Año Nuevo. McElroy luego rompió con la tradición de suspender los eventos sociales durante la Cuaresma y realizó recepciones semanales de puertas abiertas en la primavera durante las cuales se asignaba una anfitriona a cada habitación, que culminaba con un elaborado almuerzo en las habitaciones familiares. También estableció la tradición de servir té después de las recepciones en la Casa Blanca.
Arthur nunca le dio a McElroy un estatus o reconocimiento oficial como primera dama por respeto a su difunta esposa. A pesar de esto, McElroy demostró ser una anfitriona popular y competente. Los procedimientos que ella y su hermano desarrollaron para las funciones sociales fueron utilizados por las futuras primeras damas durante décadas. Sus responsabilidades generalmente implicaban organizar eventos más formales, ya que Arthur organizaba cenas informales si las familias no asistían. Se destacó por su hospitalidad como anfitriona, utilizando un estilo más personal con los invitados. La hija mayor de McElroy, May, y la hija de Arthur, Nell, a menudo ayudaban con estas tareas; la presencia de niños «eliminó cualquier rigidez» mientras McElroy trabajaba. Al decorar la Casa Blanca, a menudo incorporó luz de gas y uso intensivo de plantas.
McElroy presidió una serie de eventos y honró a las ex primeras damas Julia Tyler y Harriet Lane pidiéndoles que la ayudaran a recibir invitados en la Casa Blanca. McElroy también celebró un almuerzo privado para la ex primera dama Julia Grant. Como no era la esposa del presidente, McElroy tenía más flexibilidad con respecto a las costumbres sociales y asistía a eventos sociales en hogares distintos a la Casa Blanca. También se negó a participar en causas o obras de caridad como lo habían hecho muchas primeras damas. Sin embargo, retuvo varios beneficios de su condición de anfitriona de la Casa Blanca, incluido el uso del palco presidencial en el teatro, el transporte en barcos de la Marina de los Estados Unidos y el acceso a la casa de retiro del presidente. Mientras se desempeñaba como anfitriona de la Casa Blanca, los partidarios del Movimiento por la Templanza la contactarían para hacer cumplir la prohibición del alcohol en la Casa Blanca, pero McElroy se negó a tomar tal medida.
La recepción final de McElroy tuvo lugar el 28 de febrero de 1885, una semana antes del final de la administración Arthur: asistieron 3000 personas (incluido Adolphus Greely) y fue ayudada en la recepción por 48 hijas de funcionarios y de la élite social. Durante el período de transición presidencial, se hizo amiga de su sucesora Rose Cleveland, quien también sería la hermana de un presidente soltero. También tenían en común ser oriundas de Albany. En su último día como anfitriona de la Casa Blanca, McElroy realizó un almuerzo para Cleveland.

## Vida posterior y muerte

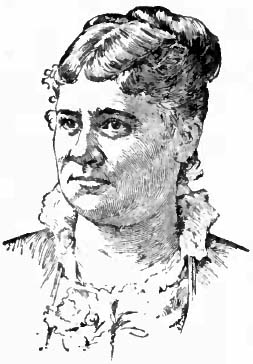
Bosquejo de McElroy (1914).

Cuando Arthur dejó la Casa Blanca, McElroy se quedó con él en Washington durante varias semanas. Antes de partir para regresar a Albany, el senador George H. Pendleton y su esposa ofrecieron una recepción de despedida en su honor. En 1886, McElroy viajó a Irlanda del Norte para encontrarse con su familia y ayudar a preservar la propiedad familiar como sitio histórico. En febrero de 1886, Arthur enfermó gravemente y McElroy dejó Albany para estar con él. Después de la muerte de Arthur ese mismo año, McElroy organizó su funeral y se convirtió en la tutora legal de su hija. También asumió la responsabilidad de su legado, organizando sus documentos presidenciales y develando su estatua en Madison Square. En 1889, la primera dama Frances Cleveland invitó a McElroy a un almuerzo en la Casa Blanca como invitada de honor. McElroy y su esposo apoyaron los derechos civiles de los afroestadounidenses y recibieron a Booker T. Washington en su casa en Albany en junio de 1900. Se opuso al movimiento por el sufragio femenino, y fue miembro de la Asociación de Albany Opuesta al Sufragio Femenino. McElroy murió el 8 de enero de 1917, a la edad de 75 años en Albany y fue enterrado en el cementerio rural de Albany.

## Legado
McElroy no ha sido el foco de una investigación histórica significativa. Esto se debe en parte a su tiempo limitado como anfitriona de la Casa Blanca, y en parte a la relativamente poca atención académica sobre la presidencia de su hermano. Historiadores resaltan su rápida adaptación a la vida en la Casa Blanca y su talento como anfitriona.
En la encuensta del Siena College Research Institute de 1982, que pidió a los historiadores que evaluaran a las primeras damas estadounidenses, se incluyeron a McElroy y varias otras primeras damas «en funciones». La encuesta de primeras damas, que se lleva a cabo periódicamente desde entonces, clasifica a las primeras damas de acuerdo con un puntaje acumulativo en los criterios independientes de sus antecedentes, valor para el país, inteligencia, coraje, logros, integridad, liderazgo, ser sus propias mujeres, imagen pública y valor para el presidente. En la encuesta de 1982, de 42 primeras damas y primeras damas «en funciones», McElroy fue evaluada como la 25.ª más respetada entre los historiadores. Las primeras damas en funciones, como McElroy, han sido excluidas de iteraciones posteriores de esta encuesta.